# Лободанов, Александр Павлович
Алекса́ндр Па́влович Лобода́нов (род. 7 сентября 1950, Москва) — российский филолог-искусствовед.

## Биография
Окончил филологический факультет МГУ имени М. В. Ломоносова (1973). Кандидат филологических наук (1984), доктор филологических наук (1995), профессор (1997). Заслуженный профессор Московского государственного университета имени М. В. Ломоносова (2024), Почетный академик Российской академии художеств (2021), Почетный работник сферы образования Российской Федерации (2022), Почетный профессор Института музыки университета Лишуй, Китай (2024).
В 1988—1994 годах — заведующий кафедрой французского языка Дипломатической академии МИД РФ. В 1997—2003 годах — заведующий созданной им кафедрой итальянского языка факультета иностранных языков и регионоведения МГУ имени М. В. Ломоносова. С 2003 года руководит созданной им кафедрой семиотики и общей теории искусства факультета искусств МГУ имени М. В. Ломоносова.
С 2001 года возглавляет созданный им факультет искусств МГУ имени М. В. Ломоносова.

## Научная деятельность
Иностранный член ASLI при Академии Круска (Флоренция, Италия, 1998). Иностранный академик Академии наук Болонского института (2016). Действительный член Международной Академии наук и Высшего образования (Великобритания, 2016).
Автор более 200 научных работ, в том числе 28 монографий. Работы опубликованы в России, Италии, Германии, Великобритании, Франции, Бельгии, Португалии, Чехии, Словакии, США, Японии, Китае, Ливане. Подготовил четырёх докторов и десять кандидатов наук.
Читает лекции во многих университетах России, а также в Римском, Флорентийском, Болонском, Пизанском, Пекинском государственном и Пекинском Политехническом университетах, Институте музыки университета Лишуй, университете штата Нью-Йорк, Токийском университете искусств.
Председатель Федерального УМО по направлению «Искусствознание», эксперт от РФ Международного комитета экспертов по искусству (Флоренция, Италия). Главный редактор журнала «Теория и история искусства» (список ВАК).
Имя «Александр Лободанов» присвоено звезде с координатами: a12h09m07.52s δ-09Α 12’37.8" шестнадцатой величины в созвездии Дева.

### Основные работы
- Разыскания в области старофранцузского языка. М., 1996;
- История ранней итальянской лексикографии. М., 1998;
- Основы семиотики. Семиотика искусства. М., 2007;
- Прикладные искусства. М., 2007;
- Язык. Литература. Искусство. М., 2009;
- Юрий Владимирович Рождественский: очерк творческой биографии. М., 2009;
- Интегральные семиотические системы. М., 2010;
- L’Arte della parola. Pisa, 2010;
- Семиотика искусства: история и онтология. М., 2011 (2-е изд. 2013);
- Очерки из истории отечественной итальянистики. М., 2013;
- Синтаксис и стиль местоимений: главы из исторической грамматики итальянского языка. М., 2015;
- Semiotics of Arts. London, 2016;
- Язык итальянских школьных грамматик: норма и узус. М., 2017;
- La Sémiotique de l’art. Cannes, 2017;
- Dance as a system of signs. New-York, 2020;
- Избранные труды. Т. 1-3. М., 2020;
- Лекции по семиотике искусства (на китайском языке). Москва, 2021 (2-е изд. 2022, 3-е изд. 2024);
- Педагогика и психология художественного творчества. М., 2023;
- Леонардо да Винчи: сценограф, музыкант, artifex. М., 2024;
- Искусства в Московском университете второй половины XVIII — первой трети XIX века: Из истории факультета искусств. М., 2024.

## Награды
- Орден Дружбы (28 декабря 2020 года) — за заслуги в научно-педагогической деятельности, подготовке квалифицированных специалистов и многолетнюю добросовестную работу[1].
- Медаль ордена «За заслуги перед Отечеством» I степени (26 ноября 2011 года) — за заслуги в области образования и многолетнюю плодотворную деятельность[2].
- Медаль ордена «За заслуги перед Отечеством» II степени (25 января 2005 года) — за заслуги в научной и педагогической деятельности и большой вклад в подготовку высококвалифицированных специалистов[3].
- Почётная грамота Президента Российской Федерации (5 января 2025 года) — за заслуги в подготовке высококвалифицированных специалистов, научно-педагогической деятельности и многолетнюю добросовестную работу[4].
- Медаль «За содействие» Министерства природных ресурсов и экологии Российской Федерации (7 июня 2024 года).